# Ciment de calcaire et d'argile calcinée
Le ciment de calcaire et d'argile calcinée (LC3, pour Limestone Calcined Clay Cement en anglais) est un ciment bas carbone,,, développé par l'École Polytechnique Fédérale de Lausanne (EPFL), l'Institut indien de technologie de Delhi, l'Institut indien de technologie de Bombay, la Society for Technology and Action for Rural Development (TARA), l'Institut indien de technologie de Madras et l'Université Centrale de Las Villas (Cuba),,. Ce type de ciment permet de réduire de 30 % les émissions de dioxyde de carbone (CO2) liées à sa fabrication, par rapport au ciment Portland ordinaire constitué uniquement de clinker,,,. En 2014, le projet LC3 a reçu 4 millions de francs suisses en financement de recherche et développement de la direction du développement et de la coopération suisse,,,.

## Histoire
Le ciment de calcaire et d'argile calcinée (LC3) est issu de la recherche de l'EPFL. Il est le résultat d'une coopération continue entre l'EPFL et plusieurs universités partenaires indiennes et cubaines sur le développement de matières premières qui soient à la fois à faibles émissions de carbone et économes en ressources pour fabriquer du ciment,,,. En 2014, la direction du développement et de la coopération de la Suisse a accordé un financement de 4 millions de francs pour la recherche et le développement du LC3,. Les tests et la normalisation ont été réalisés par l'EPFL, l'IIT-Delhi, l'IIT-Bombay, la Society for Technology and Action for Rural Development (TARA), l'IIT-Madras et l'Université centrale de Las Villas (Cuba). Une partie de la recherche s'est concentrée sur des domaines thématiques spécifiques de la recherche sur le ciment, notamment les assemblages d'hydrates, la structure des pores, la rhéologie, la réactivité chimique, la durabilité dans le temps, les propriétés mécaniques, la production, la durabilité environnementale et la rentabilité économique,,.

## Composition
Le ciment de calcaire et d'argile calcinée (LC3) est constitué de clinker, d'argile calcinée, de calcaire et de gypse,,. Sa réactivité au contact de l'eau repose sur une hydratation synergique,. Lors de la production de béton, en ajoutant au clinker de grandes quantités d'argile calcinée et de calcaire broyé,, les aluminates de l'argile calcinée réagissent avec le carbonate de calcium du calcaire,. L'alumine et la silice activées dans le métakaolin réagissent avec le calcaire finement broyé pour former des hydrates d'alumino-silicates de calcium (C-A-S-H). Le béton durci obtenu est moins poreux qu'avec les autres ciments. Il offre une résistance comparable à celle des bétons obtenus avec des ciments à niveau plus élevé de substitution du clinker,,.

## Conséquences sur l'environnement
Le ciment de calcaire et d'argile calcinée (LC3) est une alternative à faible teneur en carbone au ciment Portland standard constitué seulement de clinker,. Le LC3 permet de réduire les émissions de CO2 liées à la fabrication du ciment en diminuant la quantité de clinker, partiellement remplacé par du calcaire et des argiles calcinées,. Pour produire du LC3, il est possible d'utiliser des argiles de kaolin de plus faible qualité aisément disponible dans de nombreuses régions du monde,.